# Neosabellaria cementarium
Neosabellaria cementarium är en ringmaskart som först beskrevs av Moore 1906.  Neosabellaria cementarium ingår i släktet Neosabellaria och familjen Sabellariidae. Inga underarter finns listade i Catalogue of Life.